# Assarhaddon

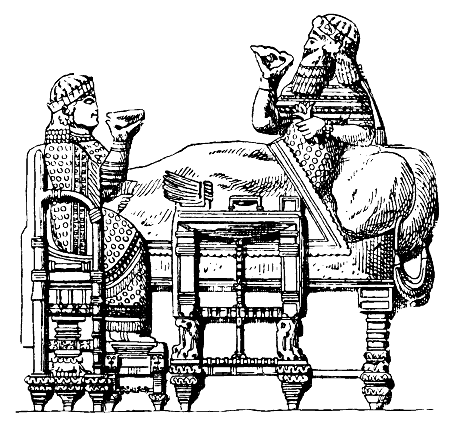
Mobilier asirian in care regele asirian Asarhadon se relaxeaza

Assarhadon (în asiriană Așur-Akhe-Iddina - transcriere fonetică a numelui propriu asirian Aššur-aha-iddina, care înseamnă "Assur mi-a dăruit un frate") a fost un suveran asirian (681-669 î.Hr.) al Regatului Nou.

## Ascensiunea la tron
El era cel mai mic fiu al regelui Senaherib și al reginei aramaice Naqi'a (Zakitu). Atunci când tatăl său l-a numit succesor la tron, în ciuda faptului că era mezinul familiei, frații săi, sprijiniți de diferite facțiuni de la curte, au încercat să-l discrediteze. Assarhaddon a rămas totuși prințul moștenitor, dar a fost trimis într-un exil mascat de funcția de guvernator al Hanilgabat-ului (fostul regat Mitanni). În 681 Senaherib a fost asasinat în templul zeului Ninurta din capitală de către doi dintre ceilalți fii ai săi, ceea ce l-a determinat pe Assarhaddon să se întoarcă la Ninive.

## Începutul domniei
Desemnat de un conciliu conducător imperial conducător al Asiriei, după asasinarea tatălui său, Senaherib, de către doi dintre fii acestuia, Assarhadon reușește, la finele unui scurt război civil, să rămână unic stăpânitor. Frații săi sunt obligați să se refugieze în statul vecin Urartu.
Spre deosebire de Senaherib care distrusese în 689 din temelii Babilonul, Assarhadon duce o politică conciliatorie față de aristocrația și preoțimea Babiloniei. Templele marii metropole mesopotamiene sunt reconstruite din ordinul său, viața renăscând treptat în orașul de pe Eufrat. Assarhadon nu-și va asuma în timpul domniei decât titlul de guvernator al Babiloniei. Tentativa unui fiu al lui Marduk-Apal-Iddina II de a ocupa tronul Babiloniei este respinsă de guvernatorul asirian din Ur, iar principele caldeean Yakin, refugiat în Elam, este executat.
Un tratat cu regele Urtaku al Elamului asigură o perioadă de liniște Mesopotamiei centrale și meridionale. O revoltă a cetăților siriene, aliate cu metropolele feniciene Tir și Sidon este aspru reprimată de Assarhadon.

## Luptele cu cimerienii și mezii
La hotarele nordice ale Asiriei își face apariția, la începutul secolui al 7-lea î.Hr., un nou dușman redutabil - hoardele călăreților nomazi cimerieni. Aceștia traversaseră Munții Caucaz sub presiunea sciților, pătrunzând în Anatolia Orientală și efectuau raiduri în adâncul provinciilor asiriene. În 679, sub conducerea lui Teușpa, cimerienii s-au infiltrat în Cilicia și Tabal, dar Assarhaddon i-a înfrânt lângă Hubușna. Pentru a dobândi aliați eficienți împotriva acestor nomazi, suveranul asirian și-a căsătorit fiica cu Partatua, regele sciților. Au fost purtat lupte și cu mezii, conduși de un personaj numit Kșatrita sau Kaștariti în izvoarele asiriene și identificat ipotetic cu Phraortes. În 675, un oarecare Mugallu s-a revoltat la Milid, a cucerit orașul și s-a proclamat rege al Tabal-ului. Revolta sa a fost greu de înfrânt.

## Cucerirea Egiptului
Marea realizare a acestui despot o constituie cucerirea Egiptului. Profitând de numulțumirile stârnite de guvernarea dinastiei etiopiene, Assarhadon reușește, după un prim atac eșuat în 675, să pătrundă în Valea Nilului, să înfrângă armata faraonului Taharka și să ocupe în 671 capitala Memfis. Este pentru prima dată în istorie când un suveran mesopotamian se intitulează Rege al Egiptului. Prin anexarea țării faraonilor, Regatul Nou Asirian atinge maxima sa expansiune teritorială. Înalți demnitari asirieni sunt numiți pe lângă guvernatorii celor 22 de provincii pentru a asigura strângerea tributului.

## Politica internă
Situația dificilă de la hotare, sănătatea șubredă ca și nesiguranța monarhului sunt reflectate de frecvența invocațiilor adresate divinităților panteonului asirian, situație nemaiîntâlnită la predecesorii săi. În 672, Assarhaddon desemnează ca succesor la tron pe fiul său mezin Așurbanipal, fratele acestuia, Șamaș-Șum-Ukin, fiind desemnat principe al Babiloniei, opțiune care sporește lupta dintre fracțiunile rivale de la curte.
Assarhaddon reconstruiește numeroase temple în Asiria și Babilonia și ridică un nou palat regal în reședința regală de la Kalah, inferior ca rafinament artistic celor ale predecesorilor săi.

## Sfârșitul domniei
Moare la Harran în cursul unei expediții de pedepsire a Egiptului răsculat.